# سپیددندان
سپیددَندان رمانی از جک لندن نویسنده آمریکایی است. این رمان، نخست به صورت پاورقی در مجله آوتینگ در سال ۱۹۰۶ منتشر شد. داستان در جریان تب طلای کلوندایک رخ می‌دهد. جک لندن زندگی سگی را که خون گرگی دارد دنبال می‌کند. او در این رمان به مسائل اخلاقی، تقابل وحشی‌گری و تمدن انسانی می‌پردازد. این رمان مکمل دیگر رمان مشهور جک لندن به نام آوای وحش است. سپیددندان با ترجمه محمد قاضی به فارسی منتشر شده است.

## خلاصه داستان
داستان از قبل از تولد سگی از نژاد گرگی، با دو مرد به نام‌های بیل و هنری و گلهٔ سگ سورتمه آنها آغاز می‌شود؛ آنها در سفری برای تحویل تابوت لرد آلفرد به یک شهر دور افتاده به نام فورت مک‌گوری در منطقه‌ای بالاتر از قلمرو یوکان هستند. زمانِ قحطی است و غذا کم و همچنین مهمات کمی دارند؛ از طرفی یک گله گرگ گرسنه، دو مرد را چند روزی است که تعقیب می‌کند. با شروع رمان، آنها شش سگ سورتمه دارند، اما یک شب متوجه می‌شوند که هفت سگ منتظر غذا است. صبح روز بعد، با دیدن فقط پنج سگ مشکوک شده و در نهایت متوجه ماده‌گرگی می‌شوند که شبانه به کمپ می‌آید و سگ‌ها را فراری می‌دهد. وقتی در نهایت فقط دو سگ می‌ماند، بیل تصمیم می‌گیرد به گرگ شلیک کند، اما گلهٔ گرگ گرسنه او را می‌کشد. هنری تنها می‌ماند، تنها با دو سگ و بدون مهمات و پس از چند روز راه‌پیمایی کوتاه مجبور می‌شود آتشی بسازد تا خود را در برابر گرگ‌ها محافظت کند. تا اینکه ذخیره چوبش تمام می‌شود و نمی‌تواند بیرون برود تا دنبال چوب بیشتری بگردد. در نهایت توسط گروهی مردم نجات می‌یابد.
قسمت دوم رمان دیدگاه روایی را به دیدگاه گرگ تغییر می‌دهد. پس از پایان قحطی، گله گرگ از هم جدا می‌شود و ماده‌گرگ با سه گرگ نر سفر می‌کنند تا اینکه یکی از گرگ‌ها به نام «یک چشم» دو گرگ دیگر را می‌درد. پس از آن، گرگ ماده و یک چشم با هم به راه می‌افتند تا زمانی که او برای به دنیا آوردن توله‌هایش ساکن شود. زمانی که توله‌ها هنوز کوچک هستند، قحطی دیگری پیش می‌آید و همه توله‌ها به غیر از یک توله‌گرگ خاکستری می‌میرند. این تولهٔ قوی و ماجراجو درس بیابان را می‌آموزد: «بخور یا خورده شو، بکش یا کشته شو».
در قسمت سوم، توله و مادر سرگردان به یک قبیلهٔ سرخپوست می‌رسند و مردی به‌نام بیدستر خاکستری برای توله اسم سپیددندان می‌گذارد. سپیددندان یادمی‌گیرد چطور در حضور انسان عمل کند. وقتی مادرش را از او می‌گیرند، سعی می‌کند او را تعقیب کند، اما به شدت توسط بیدستر خاکستری مورد ضرب و شتم قرار می‌گیرد؛ او به سرعت درس دیگری می‌آموزد - اطاعت از «انسان-خدا». مردی با نام اسمیت خوشگله، سپیددندان را از بیدستر خاکستری می‌خرد؛ مردی ظالم که با او به طرز وحشتناکی رفتار می‌کند. او را دائماً مجبور به دعواهای خونین با سگ‌های دیگر می‌کند تا اسمیت بتواند شرط‌بندی‌ها را برنده شود. اما در طول مبارزه‌ای با یک بولداگ، سپیددندان در حالت سقط است که مردی به نام ویدون اسکات، فردی متمایز و مقتدر، دخالت می‌کند و مبارزه را متوقف می‌کند. علاوه بر این، اسکات به اسمیت پول می‌پردازد و او را تهدید به زندان می‌کند. سپس اسکات سپیددندان را با خود می‌برد.
سپیددندان تحت حمایت و شفقت ویدون اسکات به تدریج به او علاقه پیدا می‌کند. اسکات در بازگشت به خانه، کالیفرنیا در ابتدا قصد دارد سپیددندان را پشت سر بگذارد، اما فرار می‌کند و مخفیانه وارد کشتی می‌شود، سرآخر به همراه اسکات می‌رود. در سوء قصد یک محکوم فراری به نام جیم هال، به پدر اسکات سپیددندان جان او را نجات می‌دهد. پدر اسکات معتقد است که کاری که او کرده فقط از دست یک گرگ برمی‌آید و زنان املاک اسکات نام او را گرگ مقدس می‌گذارند. رمان با سپیددندان در حال استراحت زیر آفتاب با توله‌سگ‌هایی که از جفتش یک سگ بردر کولی متولد شده‌اند به پایان می‌رسد.